# Tüzeshomlokú özvegypinty
A tüzeshomlokú özvegypinty (Euplectes diadematus) a madarak (Aves) osztályának a verébalakúak (Passeriformes) rendjéhez, ezen belül a szövőmadárfélék (Ploceidae) családjához tartozó faj.
Magyar neve, forrással, nincs megerősítve.

## Rendszerezése
A fajt Gustav Fischer és Anton Reichenow írták le 1878-ban. 

## Előfordulása
Kelet-Afrikában, Kenya, Szomália és Tanzánia területén honos. Természetes élőhelyei a szubtrópusi és trópusi gyepek, szavannák és mocsarak, valamint szántóföldek. Állandó, de nomád faj.

## Megjelenése
Testhossza 10 centiméter.

## Természetvédelmi helyzete
Az elterjedési területe nagyon nagy, egyedszáma pedig stabil. A Természetvédelmi Világszövetség Vörös listáján nem fenyegetett fajként szerepel.